# کتچام
کتچام (انگلیسی: Ketchum Inc.) شرکت تبلیغات آمریکایی است، که در سال ۱۹۲۳ تأسیس شد.